# Rolf Lie
Rolf Lie (født 20. maj 1889 i Bergen, død 18. juni 1959 i Tønsberg) var en norsk gymnast, som deltog i OL 1912 i Stockholm.
Ved OL 1912 var han med for Norge i holdkonkurrencen i frit system. Nordmændene vandt konkurrencen med 22,85 point, mens Finland på andenpladsen fik 21,85 og Danmark på tredjepladsen 21,25 point. Hans bror Alf Lie var også med på holdet.